# جنگجویان روم
جنگجویان روم (به انگلیسی: Praetorians) یک بازی رایانه‌ای راهبردی میباشد که بر پایه مبارزات ژولیوس سزار گسترش یافته است.